# Пумина
Пумина — река в России, протекает в Костромской и Нижегородской областях по территории Мантуровского, Шарьинского и Ветлужского районов, соответственно. Устье реки находится в 119 км по левому берегу реки Унжи. Длина реки составляет 48 км, площадь водосборного бассейна — 426 км².
Исток Пумины находится в лесах на территории Ветлужского района Нижегородской области близ границы с Костромской областью в 6 км к северу от посёлка имени М. И. Калинина. В верховьях течёт на северо-запад, после того, как втекает на территорию Костромской области поворачивает на запад, а в нижнем течении - вновь на северо-запад. Всё течение реки проходит по ненаселённому, частично заболоченному лесному массиву. Впадает в Унжу ниже деревни Береговая в 20 км к юго-западу от Мантурова.

## Данные водного реестра
По данным государственного водного реестра России относится к Верхневолжскому бассейновому округу, водохозяйственный участок реки — Унжа от истока и до устья, речной подбассейн реки — Бассей притоков Волги ниже Рыбинского водохранилища до впадения Оки. Речной бассейн реки — (Верхняя) Волга до Куйбышевского водохранилища (без бассейна Оки).
По данным геоинформационной системы водохозяйственного районирования территории РФ, подготовленной Федеральным агентством водных ресурсов:
- Код водного объекта в государственном водном реестре — 08010300312110000015884
- Код по гидрологической изученности (ГИ) — 110001588
- Код бассейна — 08.01.03.003
- Номер тома по ГИ — 10
- Выпуск по ГИ — 0

### Притоки (км от устья)
- 11 км: река Вестомша (пр)
- 22 км: ручей Крутец (лв)